# Assemblee di Dio in Italia
Le Assemblee di Dio in Italia sono una Chiesa cristiana evangelica pentecostale italiana.

## Storia

### Nascita e origini negli Stati Uniti
Le "Assemblee di Dio in Italia (A.D.I.)" nascono sulla scia e come la trasposizione italiana del Risveglio Pentecostale statunitense del 1906. Dal punto di vista storico, il movimento italiano si ricollega al "Risveglio di Los Angeles" dello stesso anno, dal quale il messaggio pentecostale si sparse rapidamente in tutti gli Stati Uniti, e raggiunse a Chicago un gruppo di evangelici italiani (1907). Ben presto si organizzò una comunità italiana da cui partì verso la fine del 1908 un fedele, Giacomo Lombardi, senza alcuna istruzione o preparazione teologica. Egli fondò alcune piccole comunità: Roma (1908), Genova (1910), e Gissi (1910), in provincia di Chieti, in Abruzzo. Negli anni seguenti, come conseguenza della testimonianza di altri immigrati tornati in Italia, si costituirono altre chiese e gruppi. L'organizzazione delle varie comunità pentecostali era tipicamente congregazionalista ed ogni comunità era completamente autonoma.

### Il regime fascista e la persecuzione dei Pentecostali
Dal 1930 al 1933 venne lasciata maggiore libertà alle chiese pentecostali di organizzarsi e professare la loro confessione, ma solo con ministri di culto riconosciuti dalla legge e in locali autorizzati; non mancarono tuttavia soprusi, episodi di violenza e arresti ai danni dei fedeli nemmeno in questi anni, per iniziativa della polizia politica e dei civili soprattutto durante il comando di Arturo Bocchini. Nel 1934 la repressione fascista delle chiese pentecostali si fece più violenta, e culminò l'anno successivo con l'entrata in vigore della circolare di regime denominata "Buffarini Guidi", dal nome del Ministro Guido Buffarini Guidi del Governo Mussolini, che dichiarò fuorilegge il "Culto Pentecostale", «essendo risultato che esso si estrinseca e si concreta in pratiche religiose contrarie all’ordine sociale e nocive all’integrità fisica e psichica della razza»; dopo la promulgazione della circolare, i pentecostali vennero arrestati in massa fino al biennio 1943-1944. Oltre ai vari spargimenti di sangue, quattro fedeli furono uccisi: di questi, uno venne assassinato nell'eccidio delle Fosse Ardeatine, un altro morì nel campo di concentramento di Mauthausen.
Terminato il periodo clandestino con la Caduta della Repubblica Sociale Italiana e la fine della Seconda guerra mondiale, ci si rese conto che le comunità non erano state né diminuite né disperse. Le statistiche dicono che dalle 172 del 1930, le chiese erano 201 nel 1940. Fino a quel momento le chiese pentecostali erano assolutamente indipendenti e non esisteva ancora alcuna forma di organizzazione o denominazione, infatti le stesse A.D.I. si sarebbero costituite de facto alcuni anni dopo. Tuttavia, anche dopo la fine del regime fascista, con la Nascita della Repubblica Italiana nel 1946 e la promulgazione della Costituzione Italiana nel 1948, la suddetta circolare restò in vigore fino al 1955, con il benestare del Governo democristiano di allora, in particolare del Ministro dell'Interno dell'epoca Mario Scelba; i pentecostali continuarono quindi ad essere discriminati e perseguitati con violenza ancora per un altro decennio.
Lo stesso ministro Mario Scelba, in risposta ad un'interrogazione parlamentare, affermò che «l'esercizio del cosiddetto Culto Pentecostale non è ammesso in Italia». Tale disposizione fu dichiarata «non più in vigore» il 16 aprile 1955.

### La nascita delle A.D.I.
Nel "Convegno di Roma", svoltosi dal 28 agosto al 1º settembre 1946, si pose il primo embrione della futura organizzazione delle "Assemblee di Dio in Italia", con la costituzione del triplice Comitato missionario, ricostruzione e fondo di pietà.. La presidenza fu affidata a Umberto Gorietti, mentre Roberto Bracco assunse il ruolo di segretario generale e Giovanni Ferri quello di vicepresidente.
Il convegno gettò dunque le basi per la nascita delle A.D.I. Tuttavia, un certo numero di chiese pentecostali rifiutò l'affiliazione, e alcune di esse si costituirono autonomamente sotto il nome di "Congregazioni Cristiane Pentecostali". Non aderirono nemmeno le Chiese Cristiane dette degli "Zaccardiani", quelle della Valle del Sele e altre comunità.
La data di nascita ufficiale delle A.D.I. è generalmente individuata nel 1947, anno in cui venne stabilito il nome dell'organizzazione grazie a un'intesa stipulata tra numerose congregazioni pentecostali italiane e le "Assemblies of God" americane (AoG). L'atto costitutivo della confessione fu sottoscritto il 22 maggio 1948, quando il pastore Roberto Bracco redasse la prima bozza dello Statuto che l’organizzazione si apprestava ad adottare.

### Riconoscimento giuridico delle A.D.I.

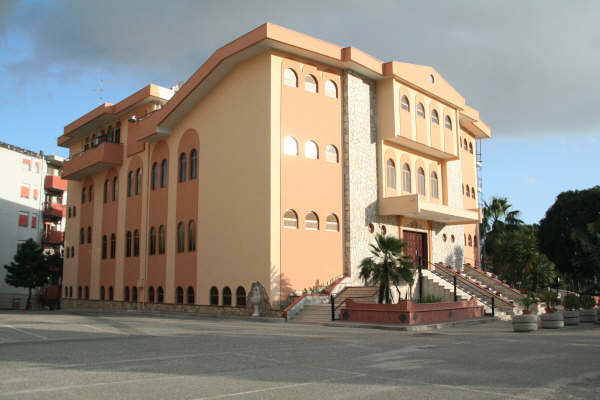
Chiesa Pentecostale A.D.I. di Reggio Calabria

Agli inizi della loro costituzione, le "Assemblee di Dio in Italia" incontrarono ostacoli di carattere politico, comuni a tutte le chiese pentecostali e non associate, determinati in particolare da continua applicazione della suddetta circolare "Buffarini Guidi", entrata in vigore durante il fascismo nel 1935, che vietava il culto pentecostale in tutto l'ex Regno d'Italia e che venne dichiarata non più in vigore solo nel 1955. Le autorità governative perciò richiesero un atto dichiarativo che doveva essere emesso da una associazione di Chiese consorelle giuridicamente riconosciute in altre importanti nazioni, che avrebbe garantito la serietà e gli intenti del movimento italiano, onde far cessare ogni intolleranza e spianare la via al riconoscimento giuridico. Pertanto fu chiesto tale attestato alla "Chiesa Cristiana del Nord America", che essendo all'epoca soltanto un'associazione, di fatto non poté emettere il documento e consigliò di provvedere in una qualsiasi altra maniera. Furono invece interessate le "Assemblee di Dio Americane", organizzazione di Chiese consorelle giuridicamente riconosciute in tutti gli Stati Uniti, che offrirono la loro collaborazione sottoscrivendo il documento necessario, il quale, riconoscendo il movimento italiano, ne garantiva la più assoluta autonomia.
In questo modo venne adottato il nome "Assemblee di Dio in Italia", che permise alla neo-organizzazione di ottenere il riconoscimento giuridico come ente morale con D.P.R. 5 dicembre 1959 n. 1349 e quindi di poter esercitare liberamente il culto pubblico e privato, pur conservando la propria indipendenza dalle "Assemblee di Dio Americane", con le quali restò lo stesso in stretta comunione e collaborazione. Inoltre le A.D.I. mantennero rapporti molto stretti, spesso ratificati da accordi bilaterali, con le Chiese Pentecostali Italiane all'estero come le "Chiese Cristiane del Nord Europa" (Christian Church of North Europe), la "Chiesa Cristiana del Nord America" (Christian Church of North America), le "Chiese Cristiane Italiane d'Australia" (Italian Christian Churches of Australia) e la "Chiesa Pentecostale Italiana del Canada" (Italian Pentecostal Church of Canada), che ha cambiato nome in "Assemblee di Dio Canadesi" (Canadian Assemblies of God, CAoG), un piccolo movimento di circa 1 500 membri e che nel 2008 è stato coinvolto in uno scandalo finanziario. Quest'ultimo movimento non deve però essere confuso con le "Assemblee di Dio del Canada" (Pentecostal Assemblies of Canada, PAoC), che contano circa 232 000 membri, come si deduce dalla lista mondiale delle Assemblee di Dio. In Italia, le A.D.I. hanno stretto inoltre un accordo di comunione spirituale con le Chiese Elim.
A seguito dell'"Intesa tra lo Stato e le A.D.I.", in attuazione dell'articolo 8, comma 3, della Costituzione italiana, le A.D.I. hanno regolato i loro rapporti con lo Stato mediante la legge 22 novembre 1988, n. 517.
Il 2 novembre 2011 il Consiglio dei Ministri ha approvato parziali modifiche all'Intesa tra Repubblica Italiana e le A.D.I. in tema di accesso all'otto per mille.

## Dottrina

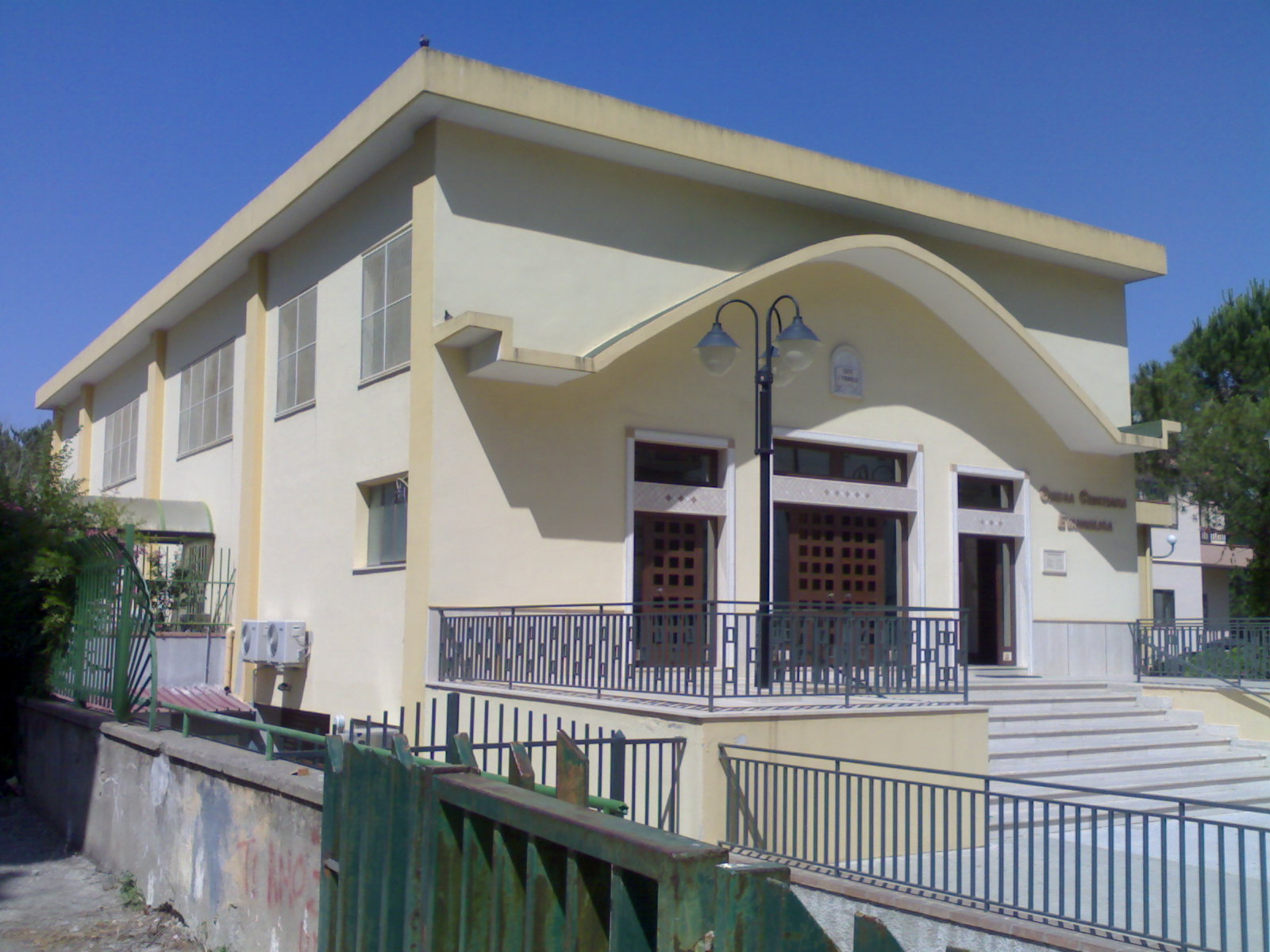
Chiesa Pentecostale ADI di Crotone.

I lineamenti dottrinali delle Assemblee di Dio in Italia sono i seguenti (tra parentesi i passi della Bibbia su cui si basano):
- Credere ed accettare l'intera Bibbia come parola di Dio ispirata, unica, infallibile ed autorevole regola della fede e della condotta (2 Timoteo 3,15-17[17]; 2 Pietro 1,21[18]; Romani 1,16[19]; 1 Tessalonicesi 2,13[20]).
- Credere che vi è un unico vero Dio, eterno, onnipotente, creatore e Signore di tutte le cose e che nella sua unità vi sono tre distinte persone: Padre, Figlio e Spirito Santo (Efesini 4,6[21]; Matteo 28,19[22]).
- Credere che Gesù Cristo fu concepito dallo Spirito Santo ed assunse la natura umana in seno di Maria vergine e che egli è vero Dio e vero uomo (Giovanni 1,1-2.14[23]; Luca 1,34-35[24]; Matteo 1,23[25]).
- Credere nella vita di Gesù senza peccato, nei suoi miracoli, nella sua morte vicaria, come "prezzo di riscatto" per tutti gli uomini, nella sua risurrezione, nella sua ascensione alla destra del Padre, quale unico mediatore, nel suo personale ritorno per i redenti e poi sulla Terra in potenza e gloria per stabilire il suo regno (1 Pietro 2,22[26]; 2 Corinzi 5,21[27]; Atti 2,22[28]; 1 Pietro 3,18[29]; Romani 1,4[30]; 2,24[31]; 1 Corinzi 15,4[32]; Atti 1,9-11[33]; Giovanni 14,1-3[34]; 1 Corinzi 15,25[35]; 1 Timoteo 2,5[36]).
- Credere all'esistenza degli angeli creati tutti puri e che una parte di questi, caduti in una corruzione e perdizione irreparabili, per diretta azione di Satana, angelo ribelle, saranno con lui eternamente puniti.
- Soltanto il ravvedimento e la fede nel sangue di Cristo sono indispensabili per la purificazione dal peccato di chiunque lo accetta come personale salvatore (Giovanni 3,3[37]; 1 Pietro 1,23[38]; Tito 3,5[39];).
- La guarigione divina secondo le sacre scritture: mediante la preghiera, l'unzione dell'olio e l'imposizione delle mani (Isaia 53,4-5[40]; Matteo 8,16-17[41]; Marco 16,17-18[42]; Giacomo 5,14-16[43]).
- Il battesimo nello Spirito Santo, come esperienza susseguente a quella della nuova nascita, che si manifesta, secondo le scritture, con il segno iniziale del parlare in altre lingue e, praticamente, con una vita di progressiva santificazione, nell'ubbidienza a tutta la verità delle sacre scritture, nella potenza dell'annuncio di "tutto l'Evangelo" (Atti 2,4.42-46[44]; 8,12-17[45]; 10,44-46[46]; 11,14-16[47]; Marco 16,20[48], Giovanni 16,13[49]; Matteo 28,19-20[50]).
- I carismi e le grazie dello Spirito Santo nella vita dei cristiani che, nell'esercizio del sacerdozio universale dei credenti, si manifestano per l'edificazione, l'esortazione e la consolazione della comunità cristiana e, conseguentemente, della società (1 Corinzi 12,4-11[51]; Galati 5,22[52]; Romani 12,11[53]).
- I ministeri del Signore glorificato, quali strumenti autorevoli di guida, d'insegnamento, di edificazione e di servizio nella comunità cristiana, rifuggendo da qualsiasi forma gerarchica (Efesini 1,22-23[54]; 4,11-13[55]; 5,23[56]; Colossesi 1,18[57]).
- L'attualità e la validità delle deliberazioni del concilio di Gerusalemme, riportate in Atti 15[58].
- La resurrezione dei morti, la condanna dei reprobi e la glorificazione dei redenti.
- La celebrazione del battesimo in acqua per immersione, nel nome del Padre del Figliuolo e dello Spirito Santo, per coloro che fanno professione della propria fede nel Signor Gesù Cristo come loro personale Salvatore (Matteo 28,18-19[59]; Atti 8,12[60]).
- La celebrazione della cena del Signore o Santa Cena, sotto le due specie del pane e del vino, commemorando così la morte del Signore e annunciandone il ritorno, amministrata a chiunque sia stato battezzato secondo le regole dell'evangelo e viva una vita degna e santa davanti a Dio ed alla società (Luca 22,19[61]).

### La funzione di culto

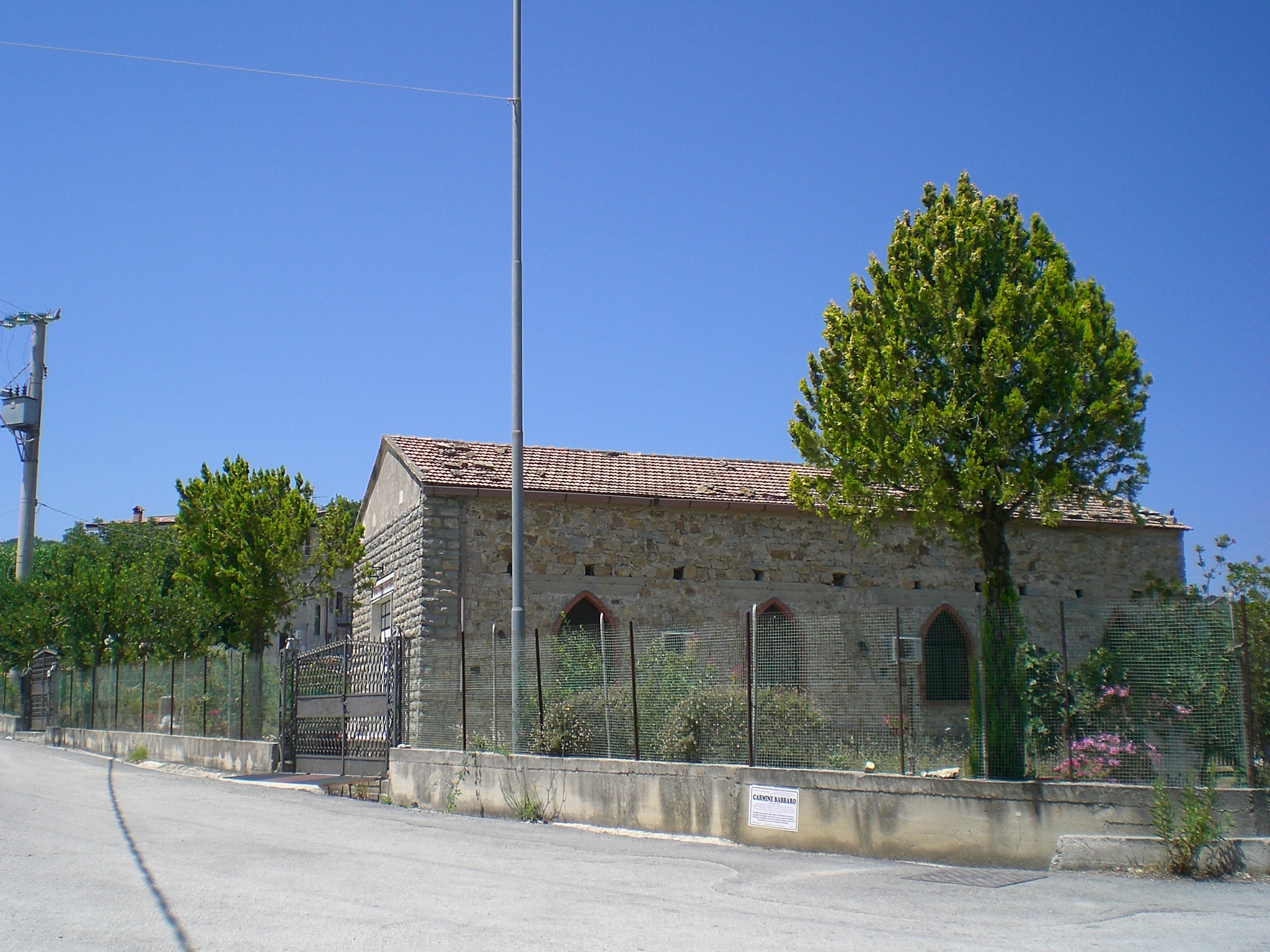
Chiesa Pentecostale ADI di Castelcivita

La funzione di culto di ogni singola comunità segue uno schema standard comune a tutte le chiese evangeliche, con alcune varianti.
Le differenze più vistose in uso nel culto delle chiese ADI sono:
- La Cena del Signore viene celebrata poche volte l'anno, senza un programma fisso, in base al proposito pastorale della comunità locale.
- Parte del culto è riservata al canto corale di composizioni musicali tratte da Inni di lode (un'antica raccolta di brani di autori italiani e internazionali storici con testo adattato alla lingua italiana, raccolta revisionata nel corso degli anni e recentemente integrata con nuovi brani di autori italiani) o altre raccolte redatte localmente. La musica è accompagnata da un gruppo musicale, la cui direzione è a volte del pastore, altre di uno o più fedeli che si occupano esclusivamente della direzione musicale.
- Diversi locali di culto sono suddivisi in due settori di posti a sedere: uno per gli uomini e l'altro per le donne, separati da un corridoio centrale. Questa condotta sta cambiando molto negli ultimi anni e, in tante chiese ADI, uomini e donne si siedono negli stessi settori.
- Le donne durante la funzione usano spesso coprirsi il capo con un velo, seguendo una certa interpretazione di 1 Corinzi 11,5-15[62][63]. Questa condotta sta cambiando negli ultimi anni portando il velo a essere indossato facoltativamente.

### Consuetudini
Le Assemblee di Dio in Italia non seguono un calendario liturgico prestabilito, quindi non festeggiano Natale, Pasqua, né la Pentecoste (feste in uso presso altre chiese pentecostali italiane ed estere). Tuttavia, queste festività sono celebrate da molti credenti in privato o da singole chiese locali.
Dato che non esiste la venerazione per i Santi, le ADI non festeggiano l'onomastico e altre feste correlate e quelle legate al culto dei morti.
Una delle consuetudini dei membri ADI, nonché di alcune altre chiese pentecostali italiane, è quella di salutarsi dicendosi scambievolmente: "pace" (o Pace del Signore).

## Diffusione
Le Assemblee di Dio in Italia rappresentano ancora il movimento evangelico pentecostale più consistente, seguito dalle altre Chiese cristiane evangeliche di fede pentecostale associate o federate (come ad esempio, "FCP" ed "ACCEI") e molte indipendenti. Le ADI contano in tutto 1151 tra chiese, gruppi e stazioni di evangelizzazione (373 al Nord e 703 al Sud), condotte da 522 ministri di culto iscritti nel "Ruolo generale dei ministeri. L'opera di evangelizzazione viene svolta dai singoli credenti e dalle comunità anche attraverso la televisione col programma Cristiani Oggi, trasmesso da 21 emittenti (di cui una su satellite), dalle 38 "Radioevangelo" e da internet, su tutto il territorio nazionale. L'istruzione e l'informazione viene svolta attraverso la scuola domenicale e i mensili "Cristiani Oggi" e "Risveglio Pentecostale".

## Presidenti
- Umberto Nello Gorietti (1947 - 1977)[senza fonte]
- Francesco Toppi (1977 - 2007)[senza fonte]
- Felice Antonio Loria (2007 - 2019)[senza fonte]
- Gaetano Montante (2019 - in carica)[senza fonte]

## Struttura organizzativa
Nel corso degli anni la struttura organizzativa delle ADI ha subito dei mutamenti. Ad occuparsi dell'organizzazione spirituale ed amministrativa della comunità locale è il "Consiglio di chiesa." Il pastore è nominato dal Comitato di zona o dal Consiglio Generale delle Chiese su indicazione della comunità locale. Il "Consiglio di chiesa" di cui il pastore è presidente, viene eletto per alzata di mano (sebbene alcune chiese abbiano cominciato ad adottare lo scrutinio segreto) ogni quattro anni. Ogni "Consiglio di chiesa" e pastore locali, rendono conto del loro operato al "Comitato di Zona" eletto a scrutinio segreto ogni quattro anni dai pastori di quel territorio (l'elezione viene ratificata all'Assemblea Generale). Ogni "Comitato di zona", a sua volta, rende conto del proprio operato al "Consiglio Generale delle Chiese" eletto anch'esso a scrutinio segreto nell'Assemblea Generale che si tiene ogni quattro anni, e riservata a tutti gli iscritti al Ruolo Generale dei Ministeri.
Questo sistema, sulla base di innumerevoli dichiarazioni presenti nello Statuto e Regolamento Interno ADI, ha soltanto funzione organizzativa e gli incarichi non rappresentano Cariche Ecclesiastiche e nemmeno Gerarchiche, non vanno intese perciò come funzioni di guida e ispirazione spirituale per le chiese aderenti.

### Consiglio Generale delle Chiese
Il "Consiglio Generale delle Chiese" è l'organo amministrativo delle Assemblee di Dio in Italia, ed è composto dai seguenti membri:
- Presidente e Legale Rappresentante: Gaetano Montante[senza fonte]
- Segretario: Eliseo Cardarelli[senza fonte]
- Tesoriere: Giuseppe Tilenni[senza fonte]
- Consiglieri: Salvatore Cusumano, Eliseo Fragnito, Vincenzo Martucci, Renato Mottola, Vito Nuzzo, Elio Varricchione.[senza fonte]
- Presidente onorario: Felice Antonio Loria[senza fonte]
- Consiglieri onorari: Paolo Lombardo, Vincenzo Specchi[senza fonte]

### Comitati di zona
Da un punto di vista territoriale le ADI sono suddivise in otto zone comprendenti tutte le comunità locali. Ogni territorio ha come organo di coordinamento un Comitato di zona a cui fanno riferimento i pastori che gestiscono le singole comunità locali.
| Comitato di zona  |       |
| ----------------- | ----- |
| Italia Nord Est   | 128   |
| Italia Nord Ovest | 73    |
| Lombardia         | 94    |
| Italia Centrale   | 138   |
| Campania e Molise | 183   |
| Puglia Basilicata | 139   |
| Calabria          | 109   |
| Sicilia           | 231   |
| Totale Comunità   | 1.095 |

### Incontri nazionali
Dal 1975 le ADI organizzano annualmente l'Incontro nazionale giovanile, una conferenza inizialmente riservata a giovani dai 18 ai 40 anni, della durata di tre giorni, ma che nel corso degli anni ha consentito la partecipazioni a fasce d'età inferiori e superiori, fino a divenire un vero e proprio raduno nazionale. Fino al 1986 i raduni si sono tenuti al "Villaggio Betania-Emmaus" (Fonte Nuova, Roma); dall'anno 1987 fino al 1990 si sono tenuti nella sala conferenze dell'Hotel Ergife (Roma); dal 1991 al 1998 si sono tenuti a Fiuggi, dal 1999 vengono svolti a Chianciano Terme, dal 2009 nuovamente a Fiuggi e con discontinuità a Chianciano Terme.
Dal 1995 si organizza il Convegno nazionale delle scuole domenicali, raduno annuale riservato a pastori e monitori delle scuole domenicali delle ADI. Come per i raduni giovanili, i convegni per monitori dal 1995 al 1998 sono avvenuti a Fiuggi, dal 1999 al 2008 a Chianciano Terme e dal 2009 al 2019 nuovamente a Fiuggi.
Per la prima volta, a causa della pandemia da SARS-CoV-2 denominata Covid-19, i convegni sono stati sospesi, fino ad aprile del 2022 data del primo svolgimento post pandemia con il 45º Convegno Giovanile tenuto a Chianciano Terme.

## Dissidenze e scissioni

### Le critiche di Roberto Bracco
Roberto Bracco (1915-1983), rivestì la carica di Segretario Generale delle Assemblee di Dio in Italia dal 1947, ed ha fondato e diretto l'Istituto Biblico Italiano (IBI), la scuola biblica delle ADI, ha fondato e diretto la rivista "Risveglio Pentecostale", l'organo ufficiale delle ADI. Lasciò gli incarichi direttivi nell'ADI nel 1960, fondando poco dopo l'Assemblea Cristiana Evangelica. Rientrò a fare parte del Consiglio generale delle Chiese ADI nel 1977, ma nel 1982 destò clamore la pubblicazione del libro "La verità vi farà liberi" in cui Bracco denunciava oltre che la perdita del fervore pentecostale anche l'atteggiamento verticistico e gerarchico dell'organizzazione ADI. La pubblicazione del libro comportò la immediata espulsione di Bracco dal movimento.
Nel suo libro, Bracco affermava come l'organizzazione delle Assemblee di Dio in Italia avesse assunto un ruolo sempre più centralista e verticistico, dando al Consiglio generale delle Chiese e ai comitati di zona un potere che invece non aveva alle origini, rinnegando, secondo Bracco, le origini stesse del pentecostalismo e, addirittura, della stessa costituzione delle ADI, modificando la propria ecclesiologia che da congregazionalista era divenuta sempre più di tipo presbiteriana.

### Scissioni
Nel 2007 si è determinata una scissione che ha coinvolto alcune chiese e pastori della Puglia Nata in Puglia, ha finito per allargarsi anche in Campania dando vita così alla "Chiesa cristiana evangelica Assemblee di Dio" che vuole proporsi l'obiettivo di una maggiore apertura verso le altre realtà pentecostali e per una ecclesiologia più congregazionalista riconsegnando alle chiese locali quell'autonomia propria delle origini del Movimento pentecostale. La congregazione ha cambiato nome in Chiesa Cristiana Evangelica Assemblee di Dio del Risveglio e in Chiesa Cristiana Evangelica Italiana (CCEI).

### Altri aspetti controversi
Il sociologo evangelico Enzo Pace rileva nelle ADI i tratti caratteristici del fondamentalismo, e stessa cosa fa, anche se in modo più generico, lo studioso cattolico Donald Gelpi.
Vittorio Fiorese, direttore della missione Cristo è la Risposta II, afferma che all'interno delle ADI emergerebbe una tendenza esclusivista, con l'intento di conservare una non meglio precisata "sana dottrina", che ritiene impedisca la comunione e la collaborazione con la quasi totalità degli altri movimenti evangelici pentecostali e con altre realtà cristiane in genere. Perciò, conclude Fiorese, le comunità locali delle ADI che teoricamente avrebbero dovuto godere di ampia autonomia in realtà sono imbrigliate nel rigido sistema centralistico che vincola e a volte condiziona i pastori disponibili a collaborazione e dialogo al di fuori delle Assemblee di Dio.
Sotto la presidenza di Felice A. Loria, questa tendenza al conservatorismo sembrava muoversi verso una più graduale apertura verso il dialogo e la collaborazione con le altre realtà evangeliche pentecostali non appartenenti alle ADI, in armonia con le politiche di dialogo interdenominazionale, già proprie della Assemblee di Dio Americane (AOG).Ne è prova l'accordo stretto dalle ADI con le chiese "Elim".